# 中華民國刑法第一百條
中華民國刑法第一百條（內亂罪），立法公佈於1935年1月1日，同年7月1日連同《中華民國刑法》全文共357條一同實施。本條文於1928年之刑法草案（共387條）頒布時，原為刑法第103條，後來於1935年頒布後，方改列為第一百條。
這個條文於1992年修正時，被視為是臺灣民主運動、言論自由及推動人權保障的重大成就。

## 背景
頒布刑法第一百條者為中華民國國民政府的國民政府委員會所主導之立法院，但當時處於訓政時期，立法委員非民選產生，而主要是由中國國民黨核心分子所組成。1920年代末期，國民政府頒布此規定。
刑法第一百條立法之初，因為中國政治環境為多處於軍政時期、訓政時期或戰爭階段，因此多不適用；尤其1934年「援引《危害民國緊急治罪法》第六條處斷」的判例，讓刑法一百條於中華民國統治中國大陸期間備而不用。

## 頒布
原為刑法第103條，後來於1935年頒布後，方改列為《中華民國刑法》第100條（內亂罪）規定。
| 意圖破壞國體、竊據國土或以非法之方法變更國憲、顛覆政府，而著手實行者，處七年以上有期徒刑； 首謀者，處無期徒刑。（第1項） 預備或陰謀犯前項之罪者，處六月以上五年以下有期徒刑。（第2項） |

### 條文解釋
所謂的「意圖」，在刑法學上並非指「處罰思想」，而是指主觀構成要件要素「行為的目的」。

### 白色恐怖
主張台灣獨立（竊據國土）或同情共產主義（破壞國體）的言論與活動皆觸犯這一刑法條文。加上台灣戒嚴期間，内亂罪由軍事審判，造成白色恐怖。

## 修正
| 意圖破壞國體、竊據國土，或以非法之方法變更國憲、顛覆政府，而以強暴或脅迫著手實行者，處七年以上有期徒刑； 首謀者，處無期徒刑。 預備犯前項之罪者，處六月以上五年以下有期徒刑。 |

### 條文解釋
修正為僅限於「以強暴、脅迫方式」進行「叛亂」者才會受到追訴處罰。

### 修法過程事件發展
- 1990年5月，為解決解嚴後的叛亂犯問題，中華民國法務部擬修法解套，初步決定刑法一百條只修不廢。
- 1990年10月16日，立法院針對法務部提出的刑法修正案開始進行審查，民主進步黨黨團要求廢除全部內亂罪章，兩黨開始就此問題進行協商。
- 1990年12月，法務部長呂有文表示，內亂罪各國都有，堅持刑法一百條可修不可廢。
- 1990年12月16日，國民黨與民進黨兩黨協商達成初步共識，刑法一百條只修不廢，時任立委的陳水扁表示，只要刪除「意圖」、「預備」等不明確文字即可，不一定要廢除全部內亂罪章。
- 1990年12月18日，因為前一日立法院審查公務員三法時爆發肢體衝突，兩黨黨團各自宣布12月16日針對刑法一百條及叛亂犯減刑達成的協商共識不算數。
- 1991年5月，獨立台灣會案爆發，引發各界抗爭。
- 1991年5月17日，立法院通過廢止懲治叛亂條例，其母法刑法一百條修正問題成為焦點。
- 1991年5月24日，民進黨黨團重回立法院(四月間因抗議增額國代參予修憲，民進黨退出全國各級議會)；同日，民進黨黨主席黃信介表示，刑法一百條有修正的必要，但不必廢除，民進黨立院黨團將開會討論此事。
- 1991年8月，陳婉真案引發抗爭，刑法一百條爭議再起，民進黨團立場趨於強硬，達成主張廢除刑法一百條決議。
- 1991年9月21日，一〇〇行動聯盟成立，以廢除刑法一百條為訴求，要求執政黨在10月8日前作出明確回應，否則將於國慶舉行反閱兵活動。同日，民進黨團同意先擱置修廢問題，將刑法一百條修正案送入委員會審議。9月24日，立法院八十八會期開議，民進黨團以廢除刑法一百條為訴求重點，國民黨團未予回應，社民黨主席朱高正與民進黨立委就刑法一百條問題激烈辯論，互指對方沒學問。9月29日，李登輝總統邀集十一位各界人士於官邸參加朝野溝通會談，會後黃信介表示，只要刑法一百條修正條文能夠明確明朗，民進黨未必不能接受，但黨內出現反彈聲音。同日，總統府秘書長宣布，將由副總統李元簇召集超黨派刑法一百條研修小組研究有關事宜，一〇〇行動聯盟成員表示不會參與研修小組。
- 1991年10月4日，刑法一百條研修小組首度開會，由施啟揚主持，主張廢除的一〇〇行動聯盟成員林山田、蔡墩銘、陳傳岳等三人與民進黨立委張俊雄拒絕出席。10月6日，一〇〇行動聯盟成員與國民黨進行協商，初步達成「實質掏空刑法一百條」共識，但林山田與宋楚瑜都強調未簽字、未交換條件。10月8日，一〇〇行動聯盟宣布反閱兵活動暫停，所有聯盟成員當日將於台大醫學院基礎醫學大樓前和平靜坐，直到閱兵結束。
- 1992年2月29日，刑法一百條研修小組決議，刑法一百條修正，只有暴力行為才構成內亂罪。施明德表示只要非暴力內亂行為不在其他法令借屍還魂，可接受如此修正。一〇〇行動聯盟仍堅持廢除刑法一百條，主張暴力內亂罪可改加入一百零一條條文，但部分成員如蔡墩銘表示可以接受「等於已經廢除了！」。民進黨黨團重申廢除立場。
- 1992年5月15日，立法院表決通過刑法一百條修正條文。
- 1992年5月16日，頒布中華民國刑法第一百條修正條文，為現行之條文。

### 相關案件
1991年5月9日凌晨，法務部調查局幹員進入國立清華大學，拘提清大歷史研究所碩士生廖偉程；同日逮捕國立台灣大學社會學研究所畢業生的文史工作者陳正然、民主進步黨籍的社會運動參與者王秀惠與傳道士林銀福，指稱四人接受旅日台獨運動者史明資助，在台灣發展獨台會組織，並於5月11日逮捕協助林銀福張貼獨台會文宣的安正光。被捕的五人曾閱讀史明的著作台灣人四百年史，並曾赴日本拜訪史明，回台後協助獨立台灣會製作、散發相關文宣，未有過訴諸暴力的實際行動。廖偉程等五人原依違反懲治叛亂條例第二條第三項預備叛亂及第五條參加叛亂組織罪嫌起訴，隨即因為懲治叛亂條例於5月23日正式廢止，而改以刑法一百條第二項起訴。1991年12月3日，高院判決廖偉程無罪、安正光有期徒刑十個月緩刑三年、陳正然、王秀惠與林銀福等人各依預備內亂罪嫌判處三年至一年六個月。1992年5月18日，修正後的刑法一百條生效，獨台會案發回更審。7月27日，因廖偉程等人行為未違反修正後的刑法一百條條文，全案改判免訴。
- 陳婉真案

陳婉真案等人因組織台灣建國運動組織被依刑法一百條起訴，1991年8月31日為強制拘提最後期限，陳婉真預備汽油彈抵抗。8月25日，國民黨省黨部遭汽油彈攻擊。8月30日，台獨聯盟主席郭倍宏為聲援陳婉真搭機回台，於機場被捕。8月30日，台灣建國運動組織發動30小時禁食，聲援陳婉真，捍衛集會結社自由。8月31日，陳婉真宣布已銷毀所有武器、但同時也表示絕不會出庭，台中市警方則因抗爭激烈放棄拘提陳婉真。
- 一〇〇行動聯盟

林山田、李鎮源、陳師孟、瞿海源等教授、作家鍾肇政等不少人均認為，此規定使得人民就连“想”的自由也被限制，成為政府入人於罪的變相手段，因此被批評為“思想叛亂罪”、“和平叛亂罪”或“普遍叛亂罪”。一〇〇行動聯盟因獨台會案而於1991年9月在台大醫學院大門口帶領展開了反對刑法一百條及黑名單的抗議靜坐。

## 後續發展
- 《中華民國刑法》第一百條修正後，許多名列黑名單的異議人士可以自由回台，而言論「政治犯」在台灣自此成為歷史名詞，思想、學術與言論之自由獲得具體保障。
- 2008年6月20日，司法院大法官會議釋字第644號解釋宣告，《人民團體法》第2條、第53條有關人民團體組織與活動不得主張共產主義或主張分裂國土等相關規定，使主管機關於許可設立人民團體以前，得就人民「主張共產主義，或主張分裂國土」之政治上言論之內容而為審查，並作為不予許可設立人民團體之理由，顯已逾越必要之程度，與憲法保障人民結社自由與言論自由之意旨不符，於此範圍內，自解釋公布之日起失其效力。立法院內政委員會亦於其後審查行政院函請審議的「《人民團體法》部分條文修正草案」，經立法院院會通過刪除這項規定，並由總統於2011年6月公布，以符憲法精神。[4]
- 根據後來金恒煒的著作，陳師孟當年回憶說：後來擔任總統府秘書長的陳師孟表示當年代表「一百行動聯盟」時，與國民黨的宋楚瑜、洪玉欽、馬英九協商，最後說服宋楚瑜答應廢除一百條，公然反對而表示「不能接受」的是馬英九。陳師孟因此批判馬英九是「反民主、站在威權統治、打壓民主的打手」。[1]
- 2025年7月民進黨黨團總召柯建銘表示將在大罷免之後還要用刑法100條伺候藍委，令社會譁然。[5]

## 外部連結
- 中華民國刑法第100條（页面存档备份，存于）（全國法規資料庫）
- 刑法第一百條修正案（页面存档备份，存于），台灣大百科全書Encyclopedia of Taiwan
- 「刑法100條修正20周年」座談會（页面存档备份，存于）, 台灣教授協會, 2012年5月27日